# Danh sách đĩa đơn quán quân Hot 100 năm 2003 (Mỹ)

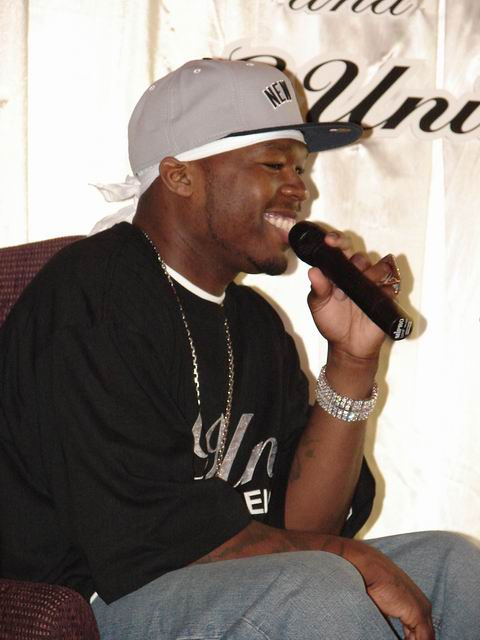
"In da Club" của rapper 50 Cent là ca khúc quán quân Billboard Hot 100 lâu nhất năm 2003, với 9 tuần liên tiếp. Đây cũng là ca khúc thành công nhất trên bảng xếp hạng của năm.

Billboard Hot 100, công bố hàng tuần bởi tạp chí Billboard, là bảng xếp hạng các đĩa đơn thành công nhất tại thị trường âm nhạc Hoa Kỳ. Các số liệu cho việc xếp hạng được Nielsen SoundScan tổng hợp chung dựa trên doanh số đĩa thường và  nhạc số và tần suất phát trên sóng phát thanh. Năm 2003, có tổng cộng 11 đĩa đơn quán quân bảng xếp hạng. Mặc dù có tất cả là 12 đĩa quán quân trong 52 ngày ấn hành, song đĩa đơn "Lose Yourself" của rapper Eminem không được tính do đã quán quân từ cuối năm 2003.
Trong năm này, có chín nghệ sĩ có được đĩa đơn quán quân đầu tiên trên bảng xếp hạng, kể cả là nghệ sĩ chính hoặc nghệ sĩ khách mời. Nữ ca sĩ Beyoncé Knowles có được đĩa đơn quán quân bảng xếp hạng đầu tiên, là "Crazy in Love" hợp tác với rapper Jay-Z với vai trò là nghệ sĩ hát đơn, trước đó Knowles đã có 4 đĩa quán quân khi còn là thành viên của nhóm Destiny's Child. Beyoncé cùng với 50 Cent, P. Diddy và Sean Paul có hai đĩa đơn quán quân trong năm.
50 Cent và Beyoncé là hai nghệ sĩ có đĩa đơn quán quân lâu nhất năm 2003: ca khúc quán quân đầu tiên của 50 Cent, "In da Club" và "Baby Boy" của Beyoncé đều quán quân bảng xếp hạng trong 9 tuần. "Hey Ya!" của cặp song ca Outkast mặc dù chỉ quán quân trong 3 tuần năm này nhưng vẫn được tạp chí Billboard gọi là một trong những đĩa đơn quán quân lâu nhất năm. Còn "Lose Yourself" của rapper Eminem thì được tạp chí gọi là một trong những đĩa quán quân lâu nhất 2002. Beyoncé có tổng số tuần quán quân lâu nhất, 17 tuần tổng cộng với hai đĩa đơn "Crazy in Love" và "Baby Boy". Rapper 50 Cent có tổng số tuần quán quân lâu nhì, 13 tuần với "In da Club" và "21 Questions".
Với "Get Busy" và "Baby Boy", nghệ sĩ Sean Paul trở thành nghệ sĩ gốc Jamaica thành công nhất trên bảng xếp hạng Billboard Hot 100. Có bảy đĩa đơn hợp tác đã quán quân bảng xếp hạng trong năm, đạt kỷ lục cho năm có nhiều đĩa đơn hợp tác quán quân nhất trong Kỷ nguyên Rock kể từ năm 1955 nhưng sau đó đến năm 2006 kỷ lục này đã bị phá, với tám đĩa đơn hợp tác quán quân. Đĩa đơn "This Is the Night" của thí sinh American Idol Clay Aiken ra mắt tại vị trí quán quân, trở thành đĩa đơn đầu tiên ra mắt tại vị trí quán quân kể từ năm 1998. "Crazy in Love" của Beyoncé quán quân trong 8 tuần từ tháng 7 tới tháng 8, được Billboard gọi là Ca khúc của mùa hè 2003.

## Diễn biến bảng xếp hạng
Dưới đây là danh sách các đĩa đơn đã đạt vị trí quán quân trên  Bilboard Hot 100 hàng tuần trong năm 2003.

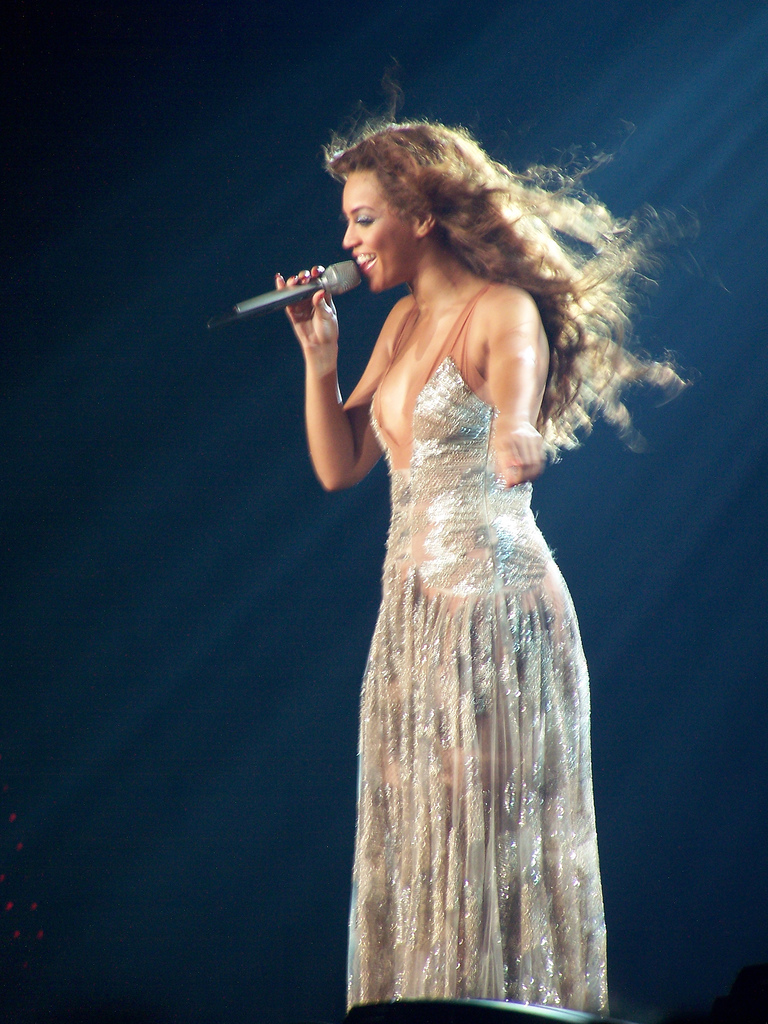
Nữ ca sĩ R&B Beyoncé Knowles là nghệ sĩ thành công nhất trên bảng xếp hạng năm 2003, với hai ca khúc quán quân "Crazy in Love" và "Baby Boy" trong 17 tuần.

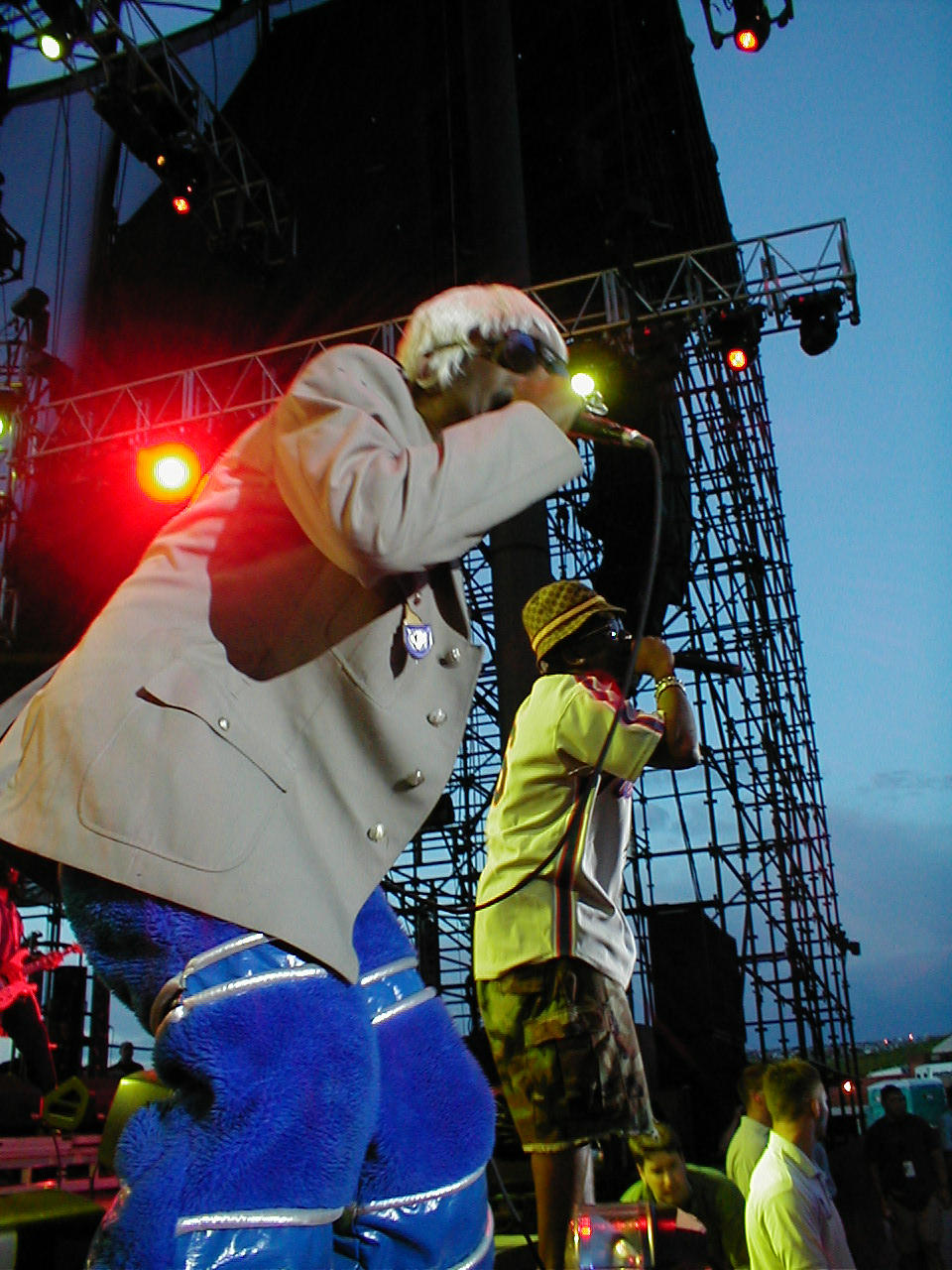
Nhóm song ca hip hop OutKast có tổng cộng 9 tuần quán quân với "Hey Ya!".

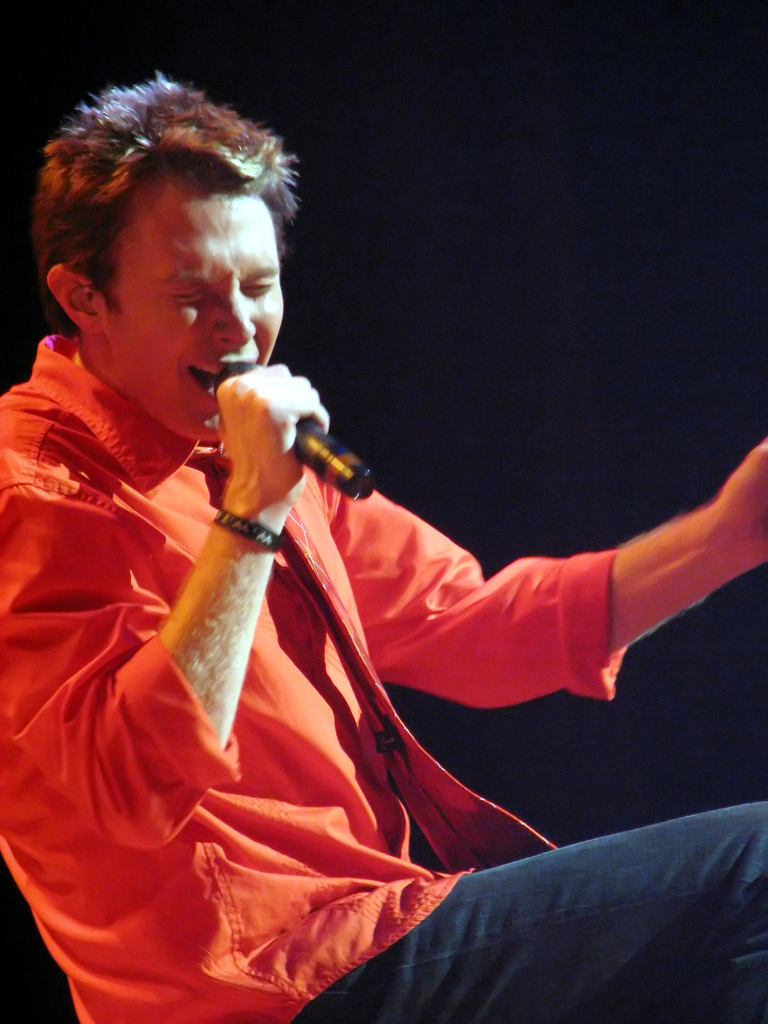
"This Is the Night" của á quân American Idol mùa thứ hai Clay Aiken trở thành ca khúc đầu tiên ra mắt tại vị trí quán quân kể từ năm 1998.

| Ngày phát hành | Ca khúc                | Nghệ sĩ                              | Chú thích |
| -------------- | ---------------------- | ------------------------------------ | --------- |
| 4 tháng 1      | "Lose Yourself"        | Eminem                               | [ 12 ]    |
| 11 tháng 1     | "Lose Yourself"        | Eminem                               | [ 13 ]    |
| 18 tháng 1     | "Lose Yourself"        | Eminem                               | [ 14 ]    |
| 25 tháng 1     | "Lose Yourself"        | Eminem                               | [ 15 ]    |
| 1 tháng 2      | "Bump, Bump, Bump"     | B2K hợp tác với P. Diddy             | [ 16 ]    |
| 8 tháng 2      | "All I Have"           | Jennifer Lopez hợp tác với LL Cool J | [ 17 ]    |
| 15 tháng 2     | "All I Have"           | Jennifer Lopez hợp tác với LL Cool J | [ 18 ]    |
| 22 tháng 2     | "All I Have"           | Jennifer Lopez hợp tác với LL Cool J | [ 19 ]    |
| 1 tháng 3      | "All I Have"           | Jennifer Lopez hợp tác với LL Cool J | [ 20 ]    |
| 8 tháng 3      | "In Da Club"           | 50 Cent                              | [ 21 ]    |
| 15 tháng 3     | "In Da Club"           | 50 Cent                              | [ 22 ]    |
| 22 tháng 3     | "In Da Club"           | 50 Cent                              | [ 23 ]    |
| 29 tháng 3     | "In Da Club"           | 50 Cent                              | [ 24 ]    |
| 5 tháng 4      | "In Da Club"           | 50 Cent                              | [ 25 ]    |
| 12 tháng 4     | "In Da Club"           | 50 Cent                              | [ 26 ]    |
| 19 tháng 4     | "In Da Club"           | 50 Cent                              | [ 27 ]    |
| 26 tháng 4     | "In Da Club"           | 50 Cent                              | [ 28 ]    |
| 3 tháng 5      | "In Da Club"           | 50 Cent                              | [ 29 ]    |
| 10 tháng 5     | "Get Busy"             | Sean Paul                            | [ 30 ]    |
| 17 tháng 5     | "Get Busy"             | Sean Paul                            | [ 31 ]    |
| 24 tháng 5     | "Get Busy"             | Sean Paul                            | [ 32 ]    |
| 31 tháng 5     | "21 Questions"         | 50 Cent hợp tác với Nate Dogg        | [ 33 ]    |
| 7 tháng 6      | "21 Questions"         | 50 Cent hợp tác với Nate Dogg        | [ 34 ]    |
| 14 tháng 6     | "21 Questions"         | 50 Cent hợp tác với Nate Dogg        | [ 35 ]    |
| 21 tháng 6     | "21 Questions"         | 50 Cent hợp tác với Nate Dogg        | [ 36 ]    |
| 28 tháng 6     | "This Is the Night"    | Clay Aiken                           | [ 9 ]     |
| 5 tháng 7      | "This Is the Night"    | Clay Aiken                           | [ 37 ]    |
| 12 tháng 7     | "Crazy in Love"        | Beyoncé hợp tác với Jay-Z            | [ 38 ]    |
| 19 tháng 7     | "Crazy in Love"        | Beyoncé hợp tác với Jay-Z            | [ 39 ]    |
| 26 tháng 7     | "Crazy in Love"        | Beyoncé hợp tác với Jay-Z            | [ 40 ]    |
| 2 tháng 8      | "Crazy in Love"        | Beyoncé hợp tác với Jay-Z            | [ 41 ]    |
| 9 tháng 8      | "Crazy in Love"        | Beyoncé hợp tác với Jay-Z            | [ 42 ]    |
| 16 tháng 8     | "Crazy in Love"        | Beyoncé hợp tác với Jay-Z            | [ 43 ]    |
| 23 tháng 8     | "Crazy in Love"        | Beyoncé hợp tác với Jay-Z            | [ 44 ]    |
| 30 tháng 8     | "Crazy in Love"        | Beyoncé hợp tác với Jay-Z            | [ 45 ]    |
| 6 tháng 9      | "Shake Ya Tailfeather" | Nelly, P. Diddy và Murphy Lee        | [ 46 ]    |
| 13 tháng 9     | "Shake Ya Tailfeather" | Nelly, P. Diddy và Murphy Lee        | [ 47 ]    |
| 20 tháng 9     | "Shake Ya Tailfeather" | Nelly, P. Diddy và Murphy Lee        | [ 48 ]    |
| 20 tháng 9     | "Shake Ya Tailfeather" | Nelly, P. Diddy và Murphy Lee        | [ 49 ]    |
| 4 tháng 10     | "Baby Boy"             | Beyoncé hợp tác với Sean Paul        | [ 50 ]    |
| 11 tháng 10    | "Baby Boy"             | Beyoncé hợp tác với Sean Paul        | [ 51 ]    |
| 18 tháng 10    | "Baby Boy"             | Beyoncé hợp tác với Sean Paul        | [ 52 ]    |
| 25 tháng 10    | "Baby Boy"             | Beyoncé hợp tác với Sean Paul        | [ 53 ]    |
| 1 tháng 11     | "Baby Boy"             | Beyoncé hợp tác với Sean Paul        | [ 54 ]    |
| 8 tháng 11     | "Baby Boy"             | Beyoncé hợp tác với Sean Paul        | [ 55 ]    |
| 15 tháng 11    | "Baby Boy"             | Beyoncé hợp tác với Sean Paul        | [ 56 ]    |
| 22 tháng 11    | "Baby Boy"             | Beyoncé hợp tác với Sean Paul        | [ 57 ]    |
| 29 tháng 11    | "Baby Boy"             | Beyoncé hợp tác với Sean Paul        | [ 58 ]    |
| 6 tháng 12     | "Stand Up"             | Ludacris hợp tác với Shawnna         | [ 59 ]    |
| 13 tháng 12    | "Hey Ya!"              | OutKast                              | [ 60 ]    |
| 20 tháng 12    | "Hey Ya!"              | OutKast                              | [ 61 ]    |
| 27 tháng 12    | "Hey Ya!"              | OutKast                              | [ 62 ]    |